# Heinrich-Schütz-Haus (Dresden)

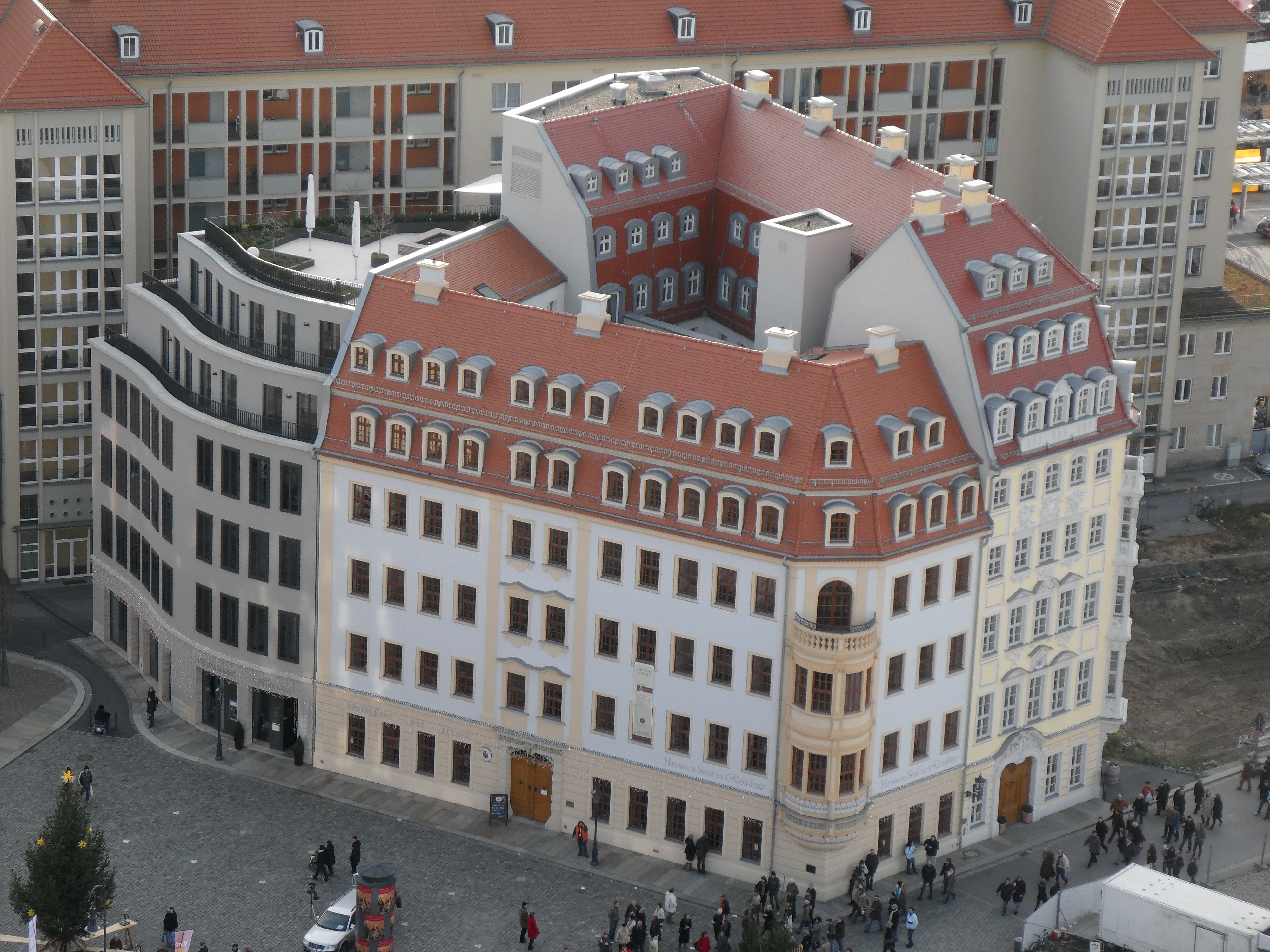
Quartier V/2 mit dem Heinrich-Schütz-Haus

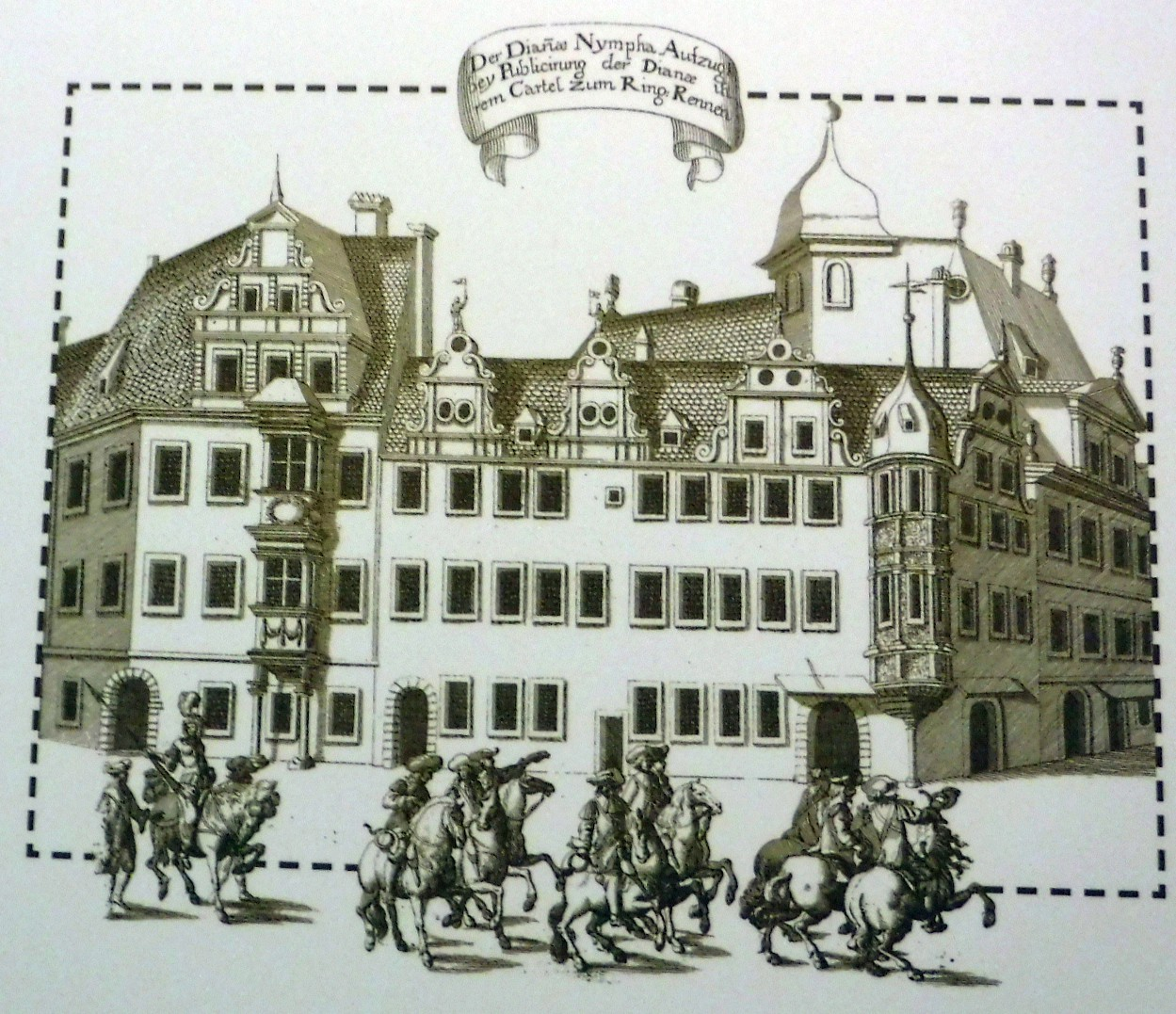
Heinrich Schütz’ Wohnhaus im 17. Jahrhundert

Das Heinrich-Schütz-Haus ist ein Gebäude an der Frauenstraße 14 (Ecke Neumarkt) in Dresden. Es ist nach Heinrich Schütz benannt, der von 1629 bis 1657 in dem ursprünglich hier befindlichen Haus wohnte. Es gehört zu einem Ensemble von drei Häusern, zu dem auch das Köhlersche Haus gehört. Das Areal wird auch als Quartier V/2 bezeichnet. Erhalten bzw. rekonstruiert wurde der Kindertanz-Relieffries aus der Renaissance, der das Gegenstück zum  Dresdner Totentanz-Relieffries ist und wieder markanter Schmuck an diesem Eckgebäude ist.

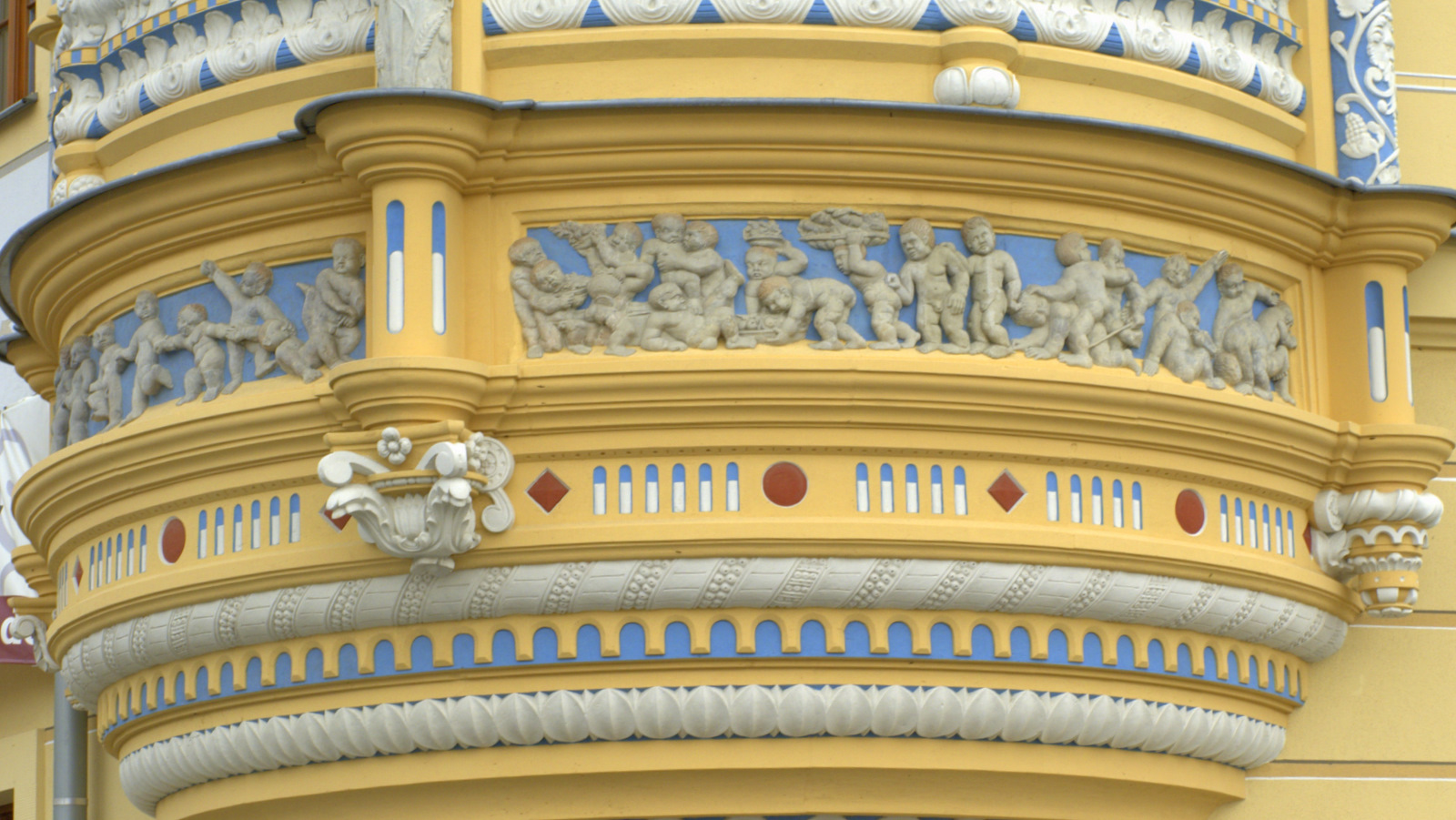
Erker Neumarkt Ecke Frauenstrasse, Dresden, so genannter „Kinderfries“

## Geschichte
Das ursprünglich hier befindliche etwa 1530 erbaute Renaissancegebäude wurde 1730/1731 und nochmals im 19. Jahrhundert umgestaltet. Bei den Luftangriffen auf Dresden am 13./14. Februar 1945 wurde es zerstört. Nach der Beräumung der Ruine, die bis etwa 15 Zentimeter unter Straßenniveau erfolgte (die verbliebenen Keller wurden verfüllt), befand sich bis zum Neubau hier eine ausgedehnte Grünfläche.
2007/2008 wurde an der historischen Stelle das Heinrich-Schütz-Haus als Seniorenresidenz neu erbaut. Dabei wurden entsprechend dem Gestaltungskonzept die Außenfassaden entsprechend dem Vorkriegszustand rekonstruiert, das Innere jedoch modern gestaltet.
An einem Eckerker des Ursprungsgebäudes von 1530 befand sich ein Fries als Sandsteinrelief, das 32 tanzende Kinder darstellte. Er wurde von Christoph Walther I um 1535 geschaffen. Dieses Fries blieb auch bei den Umbauten über die Jahrhunderte hinweg erhalten. Teile des Frieses konnten nach der Zerstörung 1945 geborgen werden und wurden 1961 an einem Neubau gegenüber dem Dresdner Gewandhaus (Eckhaus Ringstr. 1) angebracht, jedoch aus Platzgründen übereinander. Anlässlich der Rekonstruktion des Heinrich-Schütz-Hauses wurde der Fries von seinem zwischenzeitlichen Platz abgenommen, komplett rekonstruiert und erhielt auf diese Weise seinen ursprünglichen Platz zurück.
Der Fries wird, da er vom selben Bildhauer stammt, als das bzw. sein Gegenbeispiel zur Darstellung der Weltabgewandtheit in seinem Dresdner Totentanz angesehen: Der Kunsthistoriker Fritz Löffler sieht in der „fröhlichen nackten Kinderschar des gleichen Meisters“ eine reine Entfaltung der Weltfreudigkeit der Renaissance.